# Jean Tupinier (1753-1816)
Jean Tupinier est un homme politique français né le 19 juillet 1753 à Uchizy (Saône-et-Loire) et décédé le 4 mars 1816 à Tournus (Saône-et-Loire).

## Biographie
Homme de loi, juge bailli à Tournus, il devient membre du directoire du département en 1790 puis juge au tribunal de cassation en 1791. Il est élu député de Saône-et-Loire au Conseil des Anciens le 22 germinal an V. Arrêté après le coup d’État du 18 fructidor an V, il est acquitté. Rallié au coup d'État du 18 Brumaire, il est de nouveau député de 1802 à 1807. Chevalier d'Empire en 1810, il est nommé conseiller à la Cour de cassation en 1811. Conseiller général de 1812 à 1816, il est président du conseil général de Saône-et-Loire en 1814. Il est une nouvelle fois député en 1815, pendant les Cent-Jours.

## Sources
- « Jean Tupinier (1753-1816) », dans Adolphe Robert et Gaston Cougny, Dictionnaire des parlementaires français, Edgar Bourloton, 1889-1891 [détail de l’édition]